# Jigme Namgyel Wangchuck
Vương tử Jigme Namgyel Wangchuck (tiếng Dzongkha: འཇིགས་མེད་རྣམ་རྒྱལ་དབང་ཕྱུག་; sinh ngày 5 tháng 2 năm 2016) là thái tử hiện tại của Bhutan và là trữ quân ngai vàng của Vương thất Bhutan. Cậu là con trai lớn nhất của vua Jigme Khesar Namgyel Wangchuck và vương hậu Jetsun Pema. Để kỷ niệm ngày sinh của vương tử Jigme, người dân khắp Bhutan đã chèo lên đỉnh núi trồng 108.000 cây si. Sau một năm được sinh ra, vào sinh nhật đầu tiên của vương tử Jihme, một loài côn trùng mới đã được đặt theo tên của cậu tên là Megalestes gyalsey. Từ gyalsey trong tiếng Tây Tạng mang ý nghĩa là Hoàng tử hoặc Vương tử đây cũng là tên mà Vương tử Jigme đã mang khi chào đời.
Hiện tại Vương tử Jigme có một em trai tên là Jigme Ugyen Wangchuck.

## Chào đời
Ngày 5 tháng 2 năm 2016, Vương tử Jigme chào đời tại Cung điện Lingkana ở thủ đô Thimpu. Sự chào đời của Vương tử Jigme có một ý nghĩa quan trong trong lịch sử hoàng gia Bhutan, cậu là người con đầu lòng đầu tiên thuộc hậu duệ trực tiếp của Vua Jigme Khesar Namgyel Wangchuck và vợ ông. Trước đây khi Vua Jigme Khesar Namgyel Wangchuck lên ngôi năm 2006 và kết hôn năm 2011, vị trí dành cho người kế vị Bhutan thuộc về em trai ông là Vương tử Jigyel Ugyen trong nhiều năm liền vì ông chưa có con.
Sự chào đời của Vương tử Jigme vào năm 2016 giúp thay đổi dòng kế vị ngai vàng Bhutan một cách đáng kể. Vài ngày sau khi cậu chào đời, Vương tôn William và vợ là Catherine đã đến Bhutan gặp gỡ đức vua và vương hậu cùng với con trai mới sinh. Vào ngày 16 tháng 4 tên chính thức của Vương tử được đức vua công bố là Jigme Namgyel Wangchuck, đồng thời nhà vua đã giải thích với người dân về tên của Vương tử Jigme: Jigme có nghĩa là không sợ hãi và Namgyel có nghĩa là chiến thắng mọi trở ngại. Wangchuck là tên của dòng dõi và triều đại hoàng gia.

## Tước hiệu
- Ngày 5 tháng 2 năm 2016 – nay: His Royal Highness Thái tử Jigme Namgyel Wangchuck, Druk Gyalsey của Bhutan Điện hạ.